# Langona vitiosa
Langona vitiosa är en spindelart som beskrevs av Wesolowska 2006. Langona vitiosa ingår i släktet Langona och familjen hoppspindlar. Inga underarter finns listade i Catalogue of Life.